# Otto Wilhelm Lönngren
Otto Wilhelm Lönngren född 8 maj 1794 i Stockholm, död troligen 1856 utanför Stockholm, var en svensk juvelerare och konstnär. 
Han var gift med Eva Sofia Giron och far till Carl Lönngren. Han blev mästare i Stockholms guldsmedsämbete 1819, bisittare 1827 och var ålderman 1839-1846. Under åren 1820-1847 var han kompanjon med sin svärfar D.M Giron i guldsmedsfirman Giron & Co. Vid sidan av sitt arbete som guldsmed var han verksam som målare och medverkade i Konstakademiens utställningar. Lönngren är representerad med oljemålningen Kyrkoruin vid Sigtuna i månsken vid Norrköpings konstmuseum och som Giron & Löngren vid Nationalmuseum.